# 蒂沃利
蒂沃利（義大利語：Tivoli）是意大利拉齐奥大区罗马首都广域市的一个市镇，离罗马30公里。面积68平方公里，人口56709（2014年8月31日），出产葡萄、石灰华，镇上的工业以造纸业为主。因位於羅馬附近且風景秀美，自古羅馬起這裏就是貴族的離宮和度假山莊所在地。該市也因此成爲度假山莊的代名詞。巴黎的蒂沃利花園和哥本哈根的趣伏里公园以其命名。德绍-沃尔利茨花园区（德国）的沃尔利茨犹太教会堂是蒂沃利的维斯塔神庙的复制品。蒂沃利有两处联合国教育科学文化组织世界文化遗产，分别是1999年和2001年入选的哈德良别墅与埃斯特别墅。

## 旅游景點
- 哈德良離宮
- 埃斯特别墅（千泉宮）
- 格里高利別墅

## 圖庫

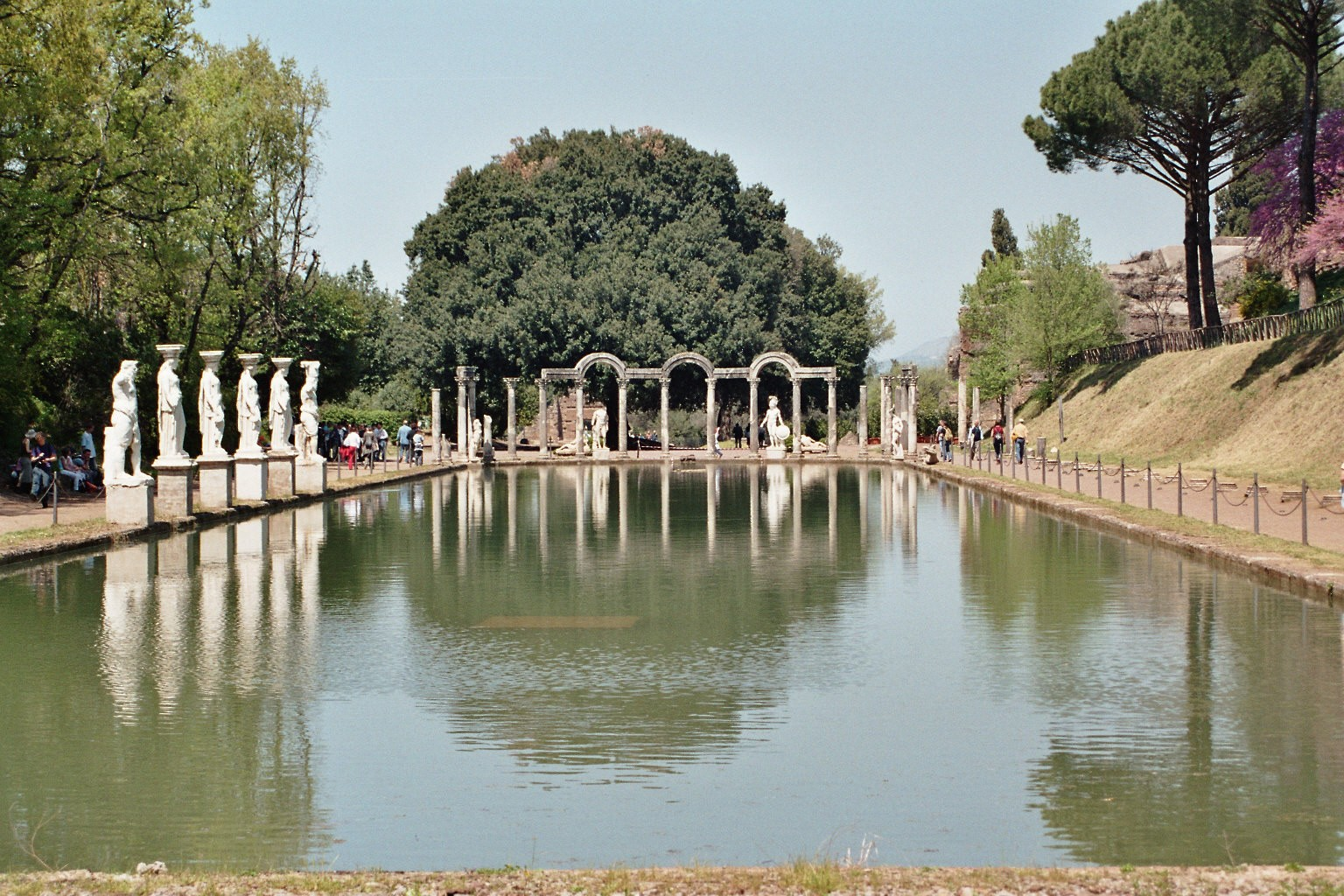
哈德良别墅
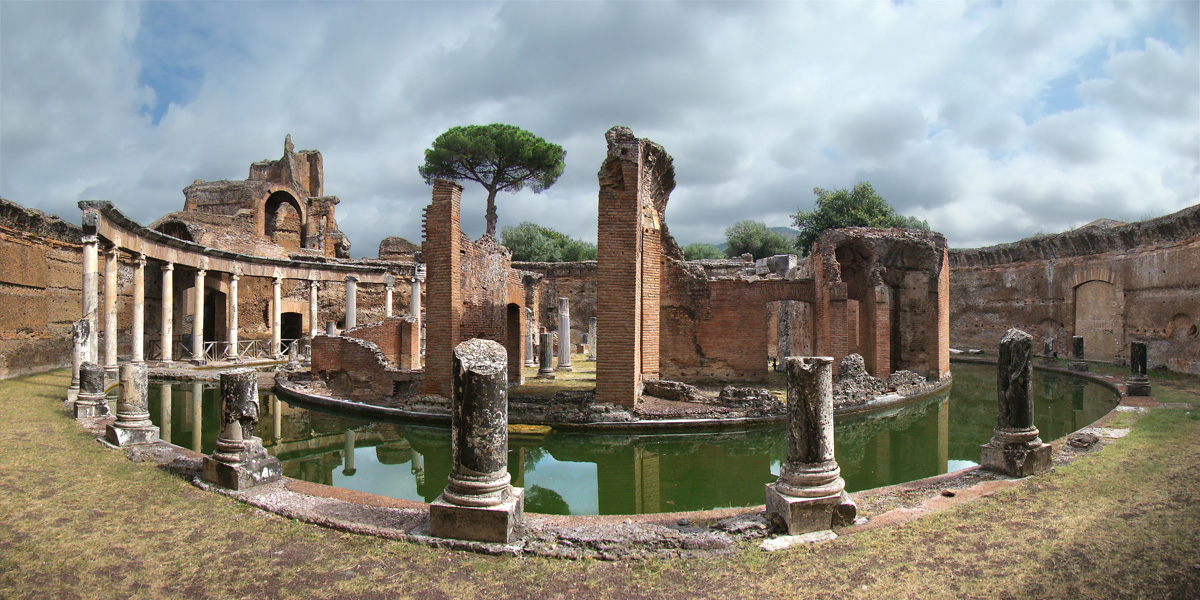
哈德良别墅
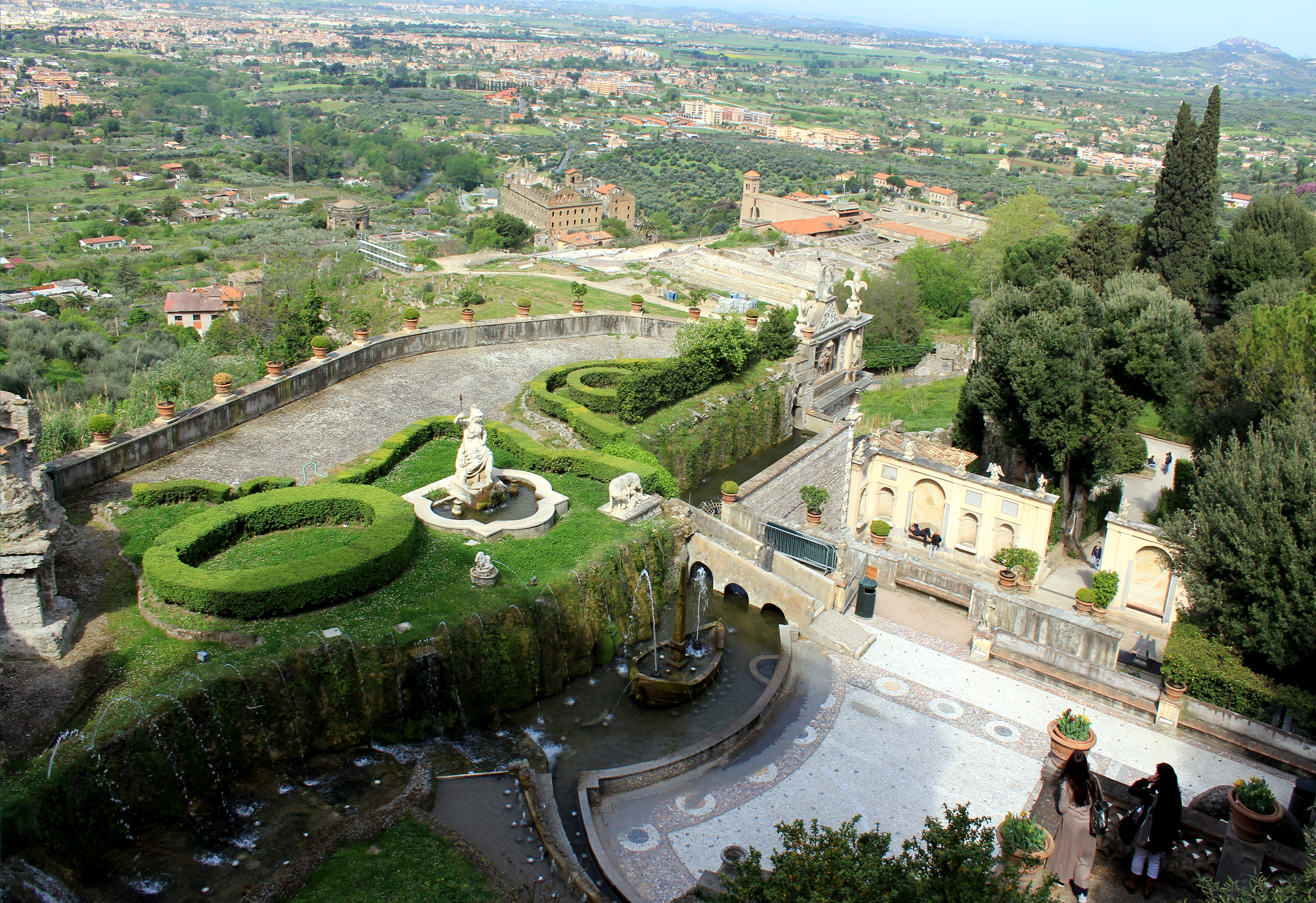
埃斯特別墅
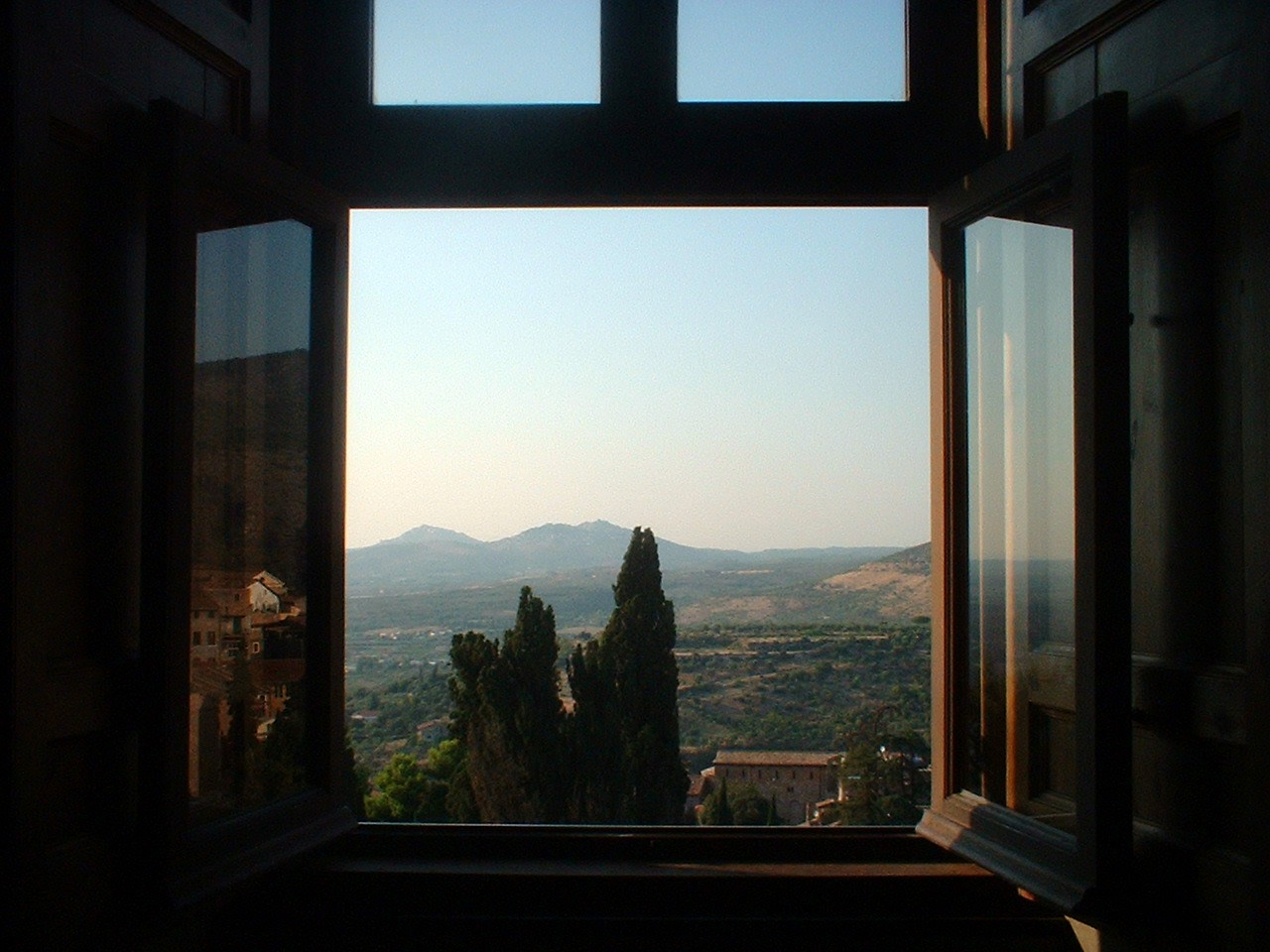
從埃斯特別墅遠眺拉齊奧平原
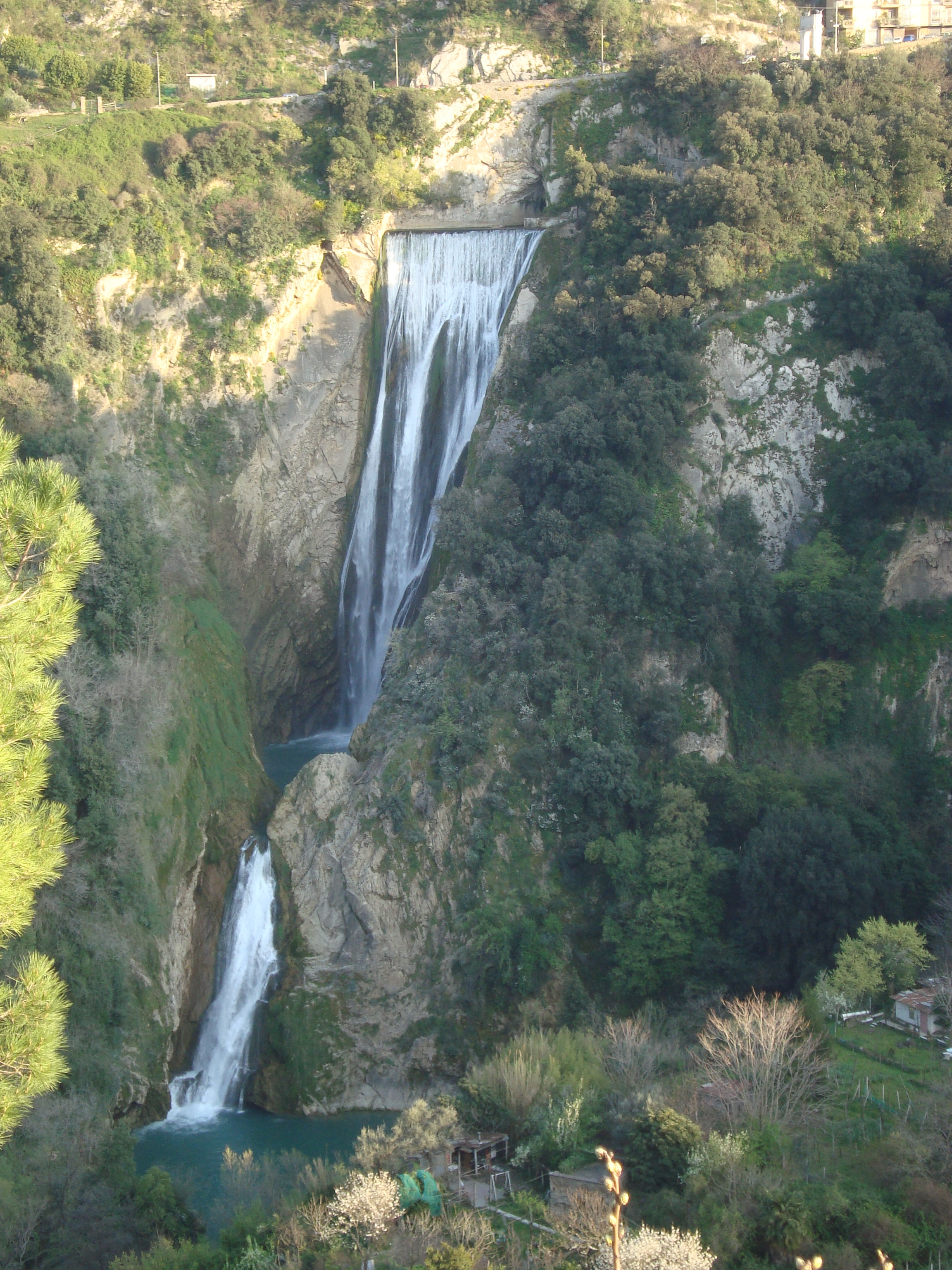
格里高利別墅
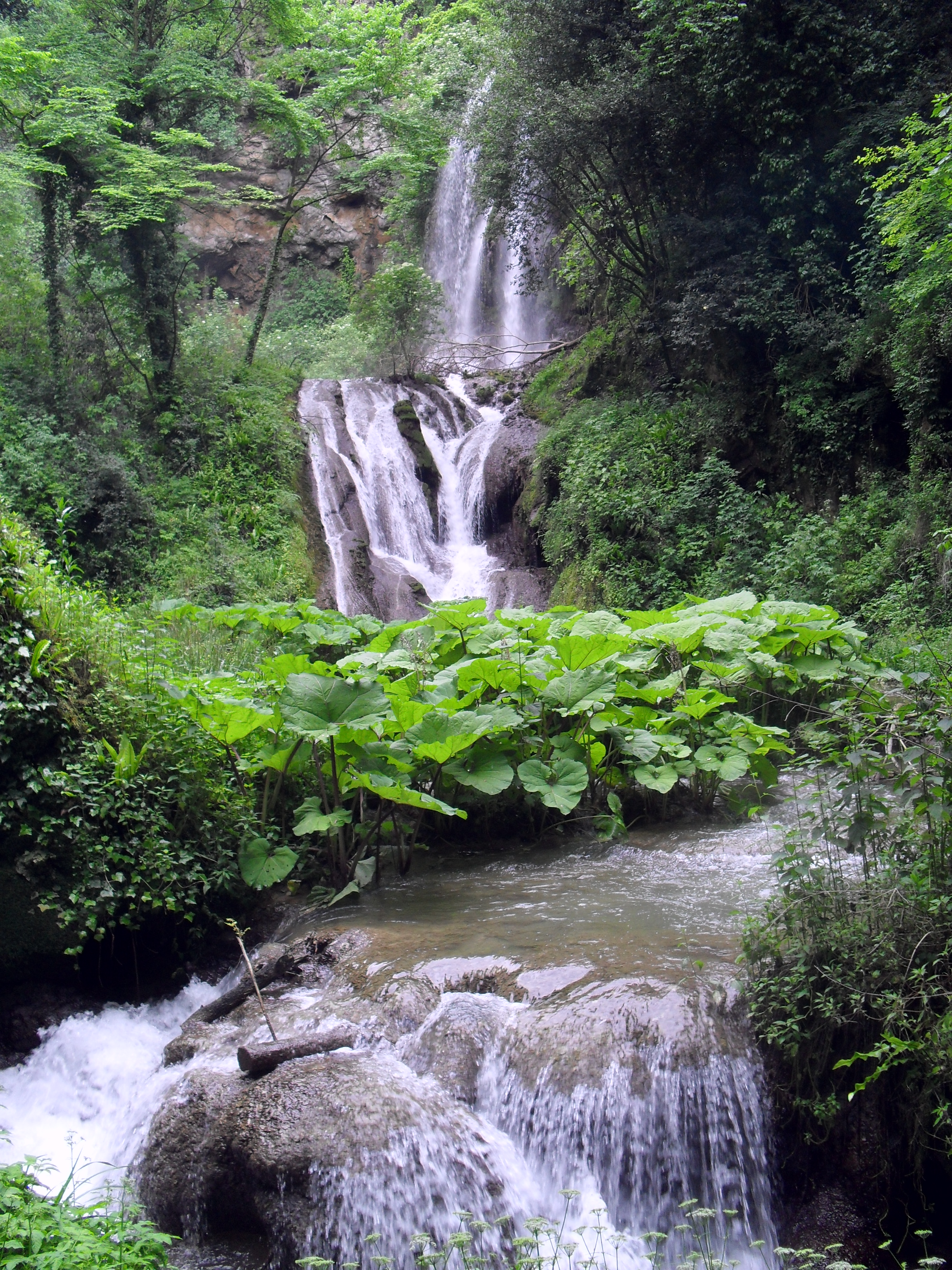
格里高利別墅

## 友好城市
- 法國 圣阿芒莱索